# Bednary (województwo łódzkie)
Bednary (do 2012 Bednary-Wieś) – wieś sołecka w województwie łódzkim, w powiecie łowickim, w gminie Nieborów. Położona w dolinie rzeki Bzury, historycznie na Mazowszu.
Według danych z Narodowego Spisu Powszechnego 2011 miejscowość ma 976 mieszkańców.
Położona 2 km od trasy E-30 Warszawa – Poznań – Berlin. 
Przez stację kolejową w Bednarach przechodzi linia E 20 relacji Warszawa Zachodnia – Frankfurt nad Odrą.
Wieś jest siedzibą parafii św. Macieja Apostoła i św. Małgorzaty.
Wieś arcybiskupstwa gnieźnieńskiego w ziemi sochaczewskiej województwa rawskiego w 1792 roku. W latach 1954–1972 wieś należała i była siedzibą władz gromady Bednary. W latach 1975–1998 miejscowość administracyjnie należała do województwa skierniewickiego.
| SIMC    | Nazwa              | Rodzaj    |
| ------- | ------------------ | --------- |
| 0733010 | Barierka           | część wsi |
| 0733033 | Bednary przy Kolei | część wsi |
| 0733040 | Górka              | część wsi |
| 0733056 | Józefów            | część wsi |
| 0733062 | Kolonijka          | część wsi |
| 0733079 | Ruda               | część wsi |
| 0733085 | Skałka             | część wsi |
| 0733091 | Stara Wieś         | część wsi |

## Historia
Po raz pierwszy nazwa Bednary pojawia się w tej postaci w dokumencie z 17 maja 1359, od księcia Siemowita III potwierdzającego przywileje oraz stan posiadania Archidiecezji Gnieźnieńskiej na obszarze kasztelanii łowickiej. Sama miejscowość wchodziła w skład posiadłości biskupich.
Słowniku geograficznym Królestwa Polskiego i innych krajów słowiańskich z roku 1880 tak opisuje miejscowość:

Bednary, wieś rządowa i kolonia, nad rzeką Bzurą, powiat łowicki, o 8 wiorst na wschód od Łowicza. Wieś Bednary, zamieszkana przez ludność polską, posiada kościół parafialny murowany (erekcya z roku 1425), szkołę wiejską, liczy 214 mieszkańców, kolonie zaś niemieckie liczą 113 mieszkańców; w 1827 r. było tu 63 domów i 349 mieszkańców; kolonie te posiadają też szkołę osobną, fabrykę bibuły i tektury. Ludność zaopatruje okolicę w wyborne masło; parafia katolicka Bednar dekanatu łowickiego liczy 1815 dusz.

Nazwa prawdopodobnie pochodzi od słowa bednarz.
W okresie międzywojennym, do 19 lipca 1924 wieś Bednary nosiła nazwę: Bednary Polskie (gmina Kompina, powiat łowicki).
W 2012 zmieniono urzędowo nazwę miejscowości z Bednary-Wieś na Bednary.

## Zabytki
Według rejestru zabytków Narodowego Instytutu Dziedzictwa na listę zabytków wpisany jest obiekt:
- kwatera wojenna (1939–1945) na cmentarzu rzymskokatolickim, nr rej.: 881/A z 14.04.1992.